# Сиджес
Си́джес, также Ситжес (кат. Sitges) — муниципалитет в Испании, входит в провинцию Барселона в составе автономного сообщества Каталония. Муниципалитет находится в составе района (комарки) Гарраф. Занимает площадь 43,85 км². Население — 26 617 человек (на 2011 год). Расстояние до административного центра провинции (Барселоны) — 36 км.
Покровителями города считаются святой апостол Варфоломей и святая Фёкла. В Сиджесе расположен Музей романтики «Кан Льопис».

## Население
| Год  | Численность | Численность   |
| ---- | ----------- | ------------- |
| 1717 | 1606        | [ 3 ]         |
| 1787 | 3511        | [ 3 ]         |
| 1857 | 3679        | [ 3 ]         |
| 1860 | 3607        | [ 3 ]         |
| 1877 | 3499        | [ 3 ]         |
| 1887 | 3270        | [ 3 ]         |
| 1900 | 3162        | [ 3 ]         |
| 1910 | 3215        | [ 3 ]         |
| 1920 | 3776        | [ 3 ]         |
| 1930 | 6962        | [ 3 ]         |
| 1936 | 7977        | [ 3 ]         |
| 1940 | 7355        | [ 3 ]         |
| 1945 | 8209        | [ 3 ]         |
| 1950 | 8607        | [ 3 ]         |
| 1955 | 9461        | [ 3 ]         |
| 1960 | 10 491      | [ 3 ]         |
| 1965 | 11 234      | [ 3 ]         |
| 1970 | 11 451      | [ 3 ]         |
| 1975 | 11 043      | [ 3 ]         |
| 1981 | 11 850      | [ 3 ]         |
| 1986 | 11 849      | [ 3 ]         |
| 1991 | 13 096      | [ 3 ]         |
| 2001 | 20 345      | [ 4 ]         |
| 2002 | 21 377      | [ 5 ]         |
| 2003 | 22 625      | [ 6 ]         |
| 2004 | 23 172      | [ 7 ]         |
| 2005 | 24 470      | [ 8 ]         |
| 2006 | 25 642      | [ 9 ]         |
| 2007 | 26 225      | [ 10 ]        |
| 2008 | 27 070      | [ 11 ]        |
| 2009 | 27 668      | [ 12 ]        |
| 2010 | 28 130      | [ 13 ]        |
| 2011 | 28 617      | [ 14 ]        |
| 2012 | 29 039      | [ 15 ]        |
| 2013 | 29 140      | [ 16 ]        |
| 2014 | 28 171      | [ 17 ]        |
| 2015 | 28 269      | [ 18 ]        |
| 2016 | 28 478      | [ 19 ]        |
| 2017 | 28 527      | [ 20 ]        |
| 2018 | 28 969      | [ 21 ] [ 22 ] |
| 2019 | 29 307      | [ 23 ]        |
| 2020 | 29 553      | [ 24 ]        |
| 2021 | 30 217      | [ 25 ]        |
| 2022 | 31 222      | [ 26 ]        |
| 2023 | 31 954      | [ 27 ]        |
| 2024 | 32 405      | [ 2 ]         |

За последние десять-пятнадцать лет население Сиджеса увеличилось почти вдвое и стало многонациональным: около 35 % жителей города — выходцы из Великобритании, Нидерландов, Франции и Скандинавских стран. В городе функционируют несколько международных школ.
Стоимость недвижимости в Сиджесе с февраля 2008 года считается самой высокой в Испании: средняя цена за квадратный метр — 5467 евро (данные от 5 марта 2008). Это привело к эмиграции части местного населения, которая была вынуждена перебраться в другие регионы, чтобы получить доступ к более дешёвому жилью.

## Культура

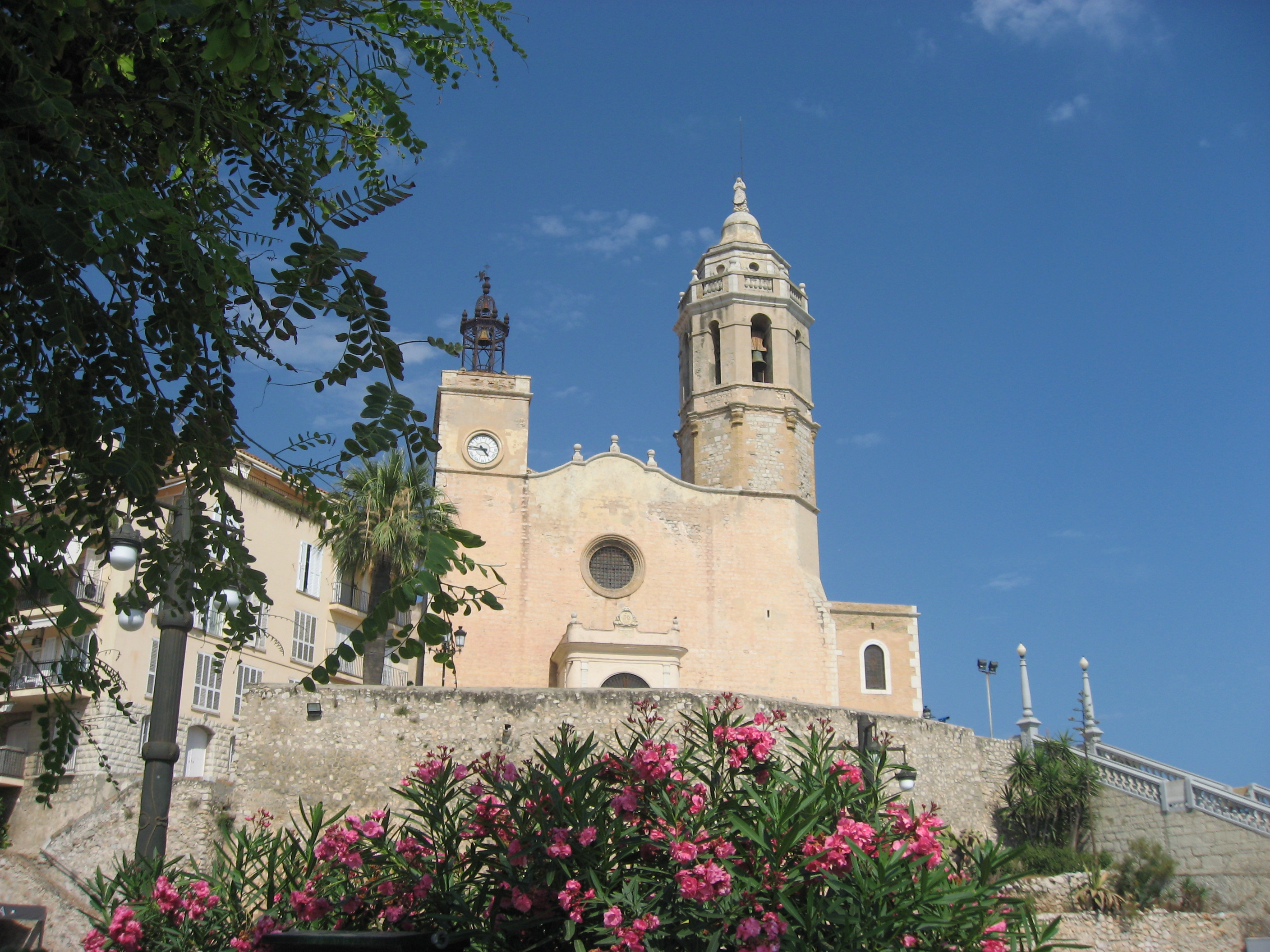
Храм Святого Варфоломея и Святой Феклы. 17 век

Сиджес имеет репутацию города искусств. Более ста лет в феврале-марте в городе проводится ежегодный карнавал. В XIX — начале XX века в Сиджесе на протяжении многих лет проводил лето каталанский художник-постимпрессионист Сантьяго Русиньоль.
Во время диктатуры Франко Сиджес стал центром контркультуры 1960-х годов.
Сиджес является штаб-квартирой Международного кинофестиваля в Каталонии, одного из наиболее важных событий кинематографической Европы. Этот фестиваль является пионером показов фильмов таких жанров, как фантастика, научная фантастика и ужасы. Организован в 1968 году Педро Серрамалера как «Международная неделя фантастических фильмов».

## Туризм
Основа экономики города — туризм. В Сиджесе насчитывается более 4500 гостиничных номеров, половина из них в четырёхзвездочных отелях. Твердая приверженность к качеству сервиса превратила Сиджес в первоклассное место Средиземноморья для проведения конгрессов, конференций и семинаров.
Сейчас Сиджес — один из самых известных курортов Каталонии. С 1990-х годов Сиджес является одним из центров гей-туризма в Европе. На территории города имеется нудистский пляж.

## Спорт
В 1920-х годах был построен гоночный автодром (овал), на котором в 1923 году прошла гонка Гран-при, которую иногда считают вторым по счёту Гран-при Испании.

## Города-побратимы
- Андорра, Испания
- Баньер-де-Люшон, Франция
- Монемвасия, Греция